# Tudorița Chidu
Tudorița Chidu (ur. 17 października 1967) – rumuńska lekkoatletka, specjalizująca się w biegach średniodystansowych. 

## Sukcesy sportowe
- mistrzyni Rumunii w biegu na 800 metrów – 1988[1]

| Rok  | Miasto  | Zawody                                    | Konkurencja    | Wynik         |
| ---- | ------- | ----------------------------------------- | -------------- | ------------- |
| 1990 | Glasgow | Halowe Mistrzostwa Europy                 | bieg na 800 m  | 5. miejsce    |
| 1990 | Split   | Mistrzostwa Europy                        | bieg na 800 m  | 6. miejsce    |
| 1991 | Sewilla | Halowe mistrzostwa świata                 | bieg na 1500 m | brązowy medal |
| 1992 | Genua   | Halowe Mistrzostwa Europy                 | bieg na 1500 m | 4. miejsce    |
| 1994 | Paryż   | Halowe Mistrzostwa Europy                 | bieg na 1500 m | 7. miejsce    |
| 1994 | Ateny   | Halowe mistrzostwa krajów bałkańskich     | bieg na 1500 m | srebrny medal |
| 1995 | Durham  | Mistrzostwa świata w biegach przełajowych | drużynowo      | brązowy medal |

## Rekordy życiowe
| konkurencja         | na stadionie                  | w hali                          |
| ------------------- | ----------------------------- | ------------------------------- |
| bieg na 800 metrów  | 1:57,64 – Ankara, 16/07/1988  | 2:02,85 – Budapeszt, 04/03/1989 |
| bieg na 1500 metrów | 4:05,69 – Sewilla, 30/05/1990 | 4:06,27 – Sewilla, 10/03/1991   |
| bieg na milę        | 4:24,71 – Oslo, 06/07/1991    |                                 |
| bieg na 2000 metrów | 5:38,96 – Nicea, 17/07/1999   | 5:48,51 – Moskwa, 07/01/2003    |
| bieg na 3000 metrów |                               | 8:52,4 – Budapeszt, 18/01/1992  |